# Rotor Wołgograd
Rotor Wołgograd (ros. «Ротор» Волгоград), właśc. Awtonomnaja niekommierczeskaja organizacyja Sportiwnyj kłub „Rotor” Wołgograd (ros. Автономная некоммерческая организация Спортивный клуб «Ротор» Волгоград) – rosyjski klub piłkarski z siedzibą w Wołgogradzie, leżącym nad Wołgą.

## Historia
Chronologia nazw:
- 1929—1936: Traktorostroitiel Stalingrad (ros. «Тракторостроитель» Сталинград)
- 1936: Dzierżyniec-STZ Stalingrad (ros. «Дзержинец»‑СТЗ Сталинград)
- 1937—1947: Traktor Stalingrad (ros. «Трактор» Сталинград)
- 1948—1957: Torpedo Stalingrad (ros. «Торпедо» Сталинград)
- 1956—1961: Traktor Stalingrad (ros. «Трактор» Сталинград)
- 1961—1969: Traktor Wołgograd (ros. «Трактор» Волгоград)
- 1970—1971: Stal Wołgograd (ros. «Сталь» Волгоград)
- 1972—1974: Barrikady Wołgograd (ros. «Баррикады» Волгоград)
- 1975—2004: Rotor Wołgograd (ros. «Ротор» Волгоград)
- 2005: Rotor-2 Wołgograd (ros. «Ротор‑2» Волгоград)
- 2006—...: Rotor Wołgograd (ros. «Ротор» Волгоград)

Piłkarska drużyna Traktorostroitiel została założona w mieście Stalingrad w 1929 roku.
Jesienią 1936 zespół Dzierżyniec-STZ Stalingrad debiutował w Grupie G Mistrzostw ZSRR, w której występował 2 sezony. W 1937 zmienił nazwę na Traktor Stalingrad.
Od 1938 do 1941 występował w Grupie A. 
Po zakończeniu wojny od 1945 do 1950 kontynuował występy w Pierwszej Grupie. W międzyczasie ponownie zmienił nazwę na Torpedo Stalingrad. Od 1951 występował w Klasie B. W 1970 po kolejnej reorganizacji systemu lig ZSRR klub pod nazwą Stal Wołgograd okazał się w Drugiej Lidze, strefie 2, w której występował do 1981. W 1972 zmienił nazwę na Barrikady Wołgograd, a w 1975 przyjął obecną nazwę Rotor Wołgograd.
W 1982 ponownie startował w Pierwszej Lidze, w której występował do 1991, z wyjątkiem 1989-1990, kiedy to zmagał się w Wyższej Lidze.
Jest ostatnim mistrzem radzieckiej drugiej ligi z 1991 roku. Następnie zaczął występować w nowo powstałej rosyjskiej Wyższej Lidze. W latach 90. był jednym z czołowych klubów w kraju i walczył o mistrzostwo kraju ze Spartakiem Moskwa. W 1993 i 1997 roku zostawał wicemistrzem Rosji. Natomiast w 1995 roku wyeliminował z Pucharu UEFA Manchester United. W 1997 roku spotkał się w tym pucharze z Odrą Wodzisław Śląski - wygrał 2:0 i 4:3.
W 2004 roku Rotor zajął ostatnie miejsce w Premier Lidze i spadł do Pierwszej Dywizji. W 2005 roku nie otrzymał licencji i został zdegradowany do poziomu amatorskiego. Natomiast w Drugiej Dywizji występowały rezerwy Rotor-2 Wołgograd, a 12 stycznia 2006 Rotor-2 zamieniono na Rotor.

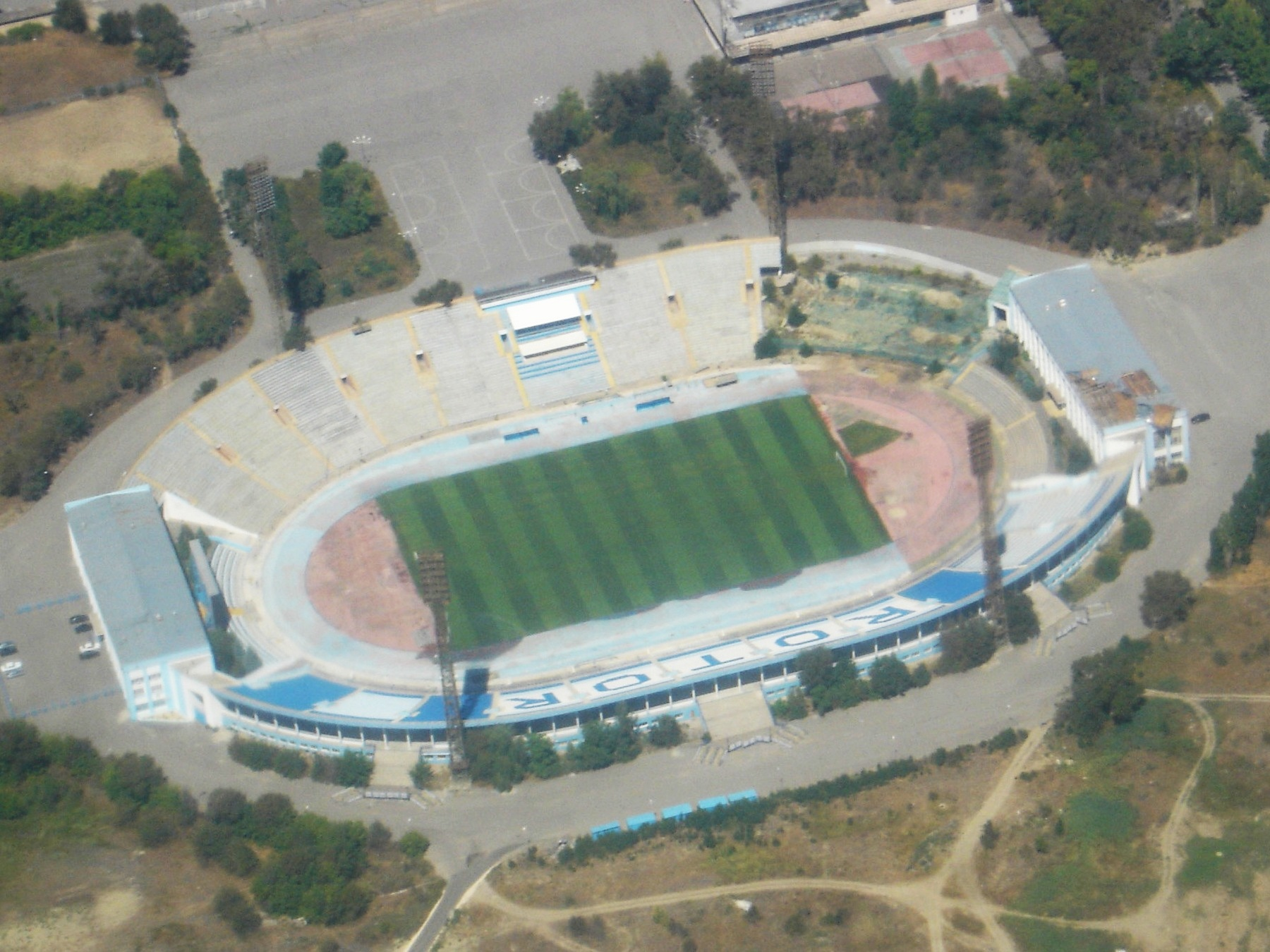
Stadion Centralny (2008).

## Sukcesy
- 4 miejsce w Grupie A ZSRR: 1939
- 1 miejsce w Pierwszej Lidze ZSRR: 1991
- 1/2 finału Pucharu ZSRR: 1945
- Wicemistrz Rosji: 1993, 1997
- Finalista Pucharu Rosji: 1995
- Zwycięzca Pucharu Króla Tajlandii: 1995

## Reprezentanci kraju w klubie
| - Jewgienij Ałdonin - Albert Borżenkow - Maksym Buznikin - Andriej Cziczkin - Aleksiej Gierasimienko - Walerij Jesipow - Walerij Klejmienow - Igor Lediachow - / Władimir Niederhaus - Nikołaj Olenikow |  | - Roman Pawluczenko - Jewgienij Sawin - Oleg Siergiejew - Aleksandr Szmarko - Oleg Wierietiennikow - Denis Zubko - Andrej Kawalenka - Dzmitry Rauniejka - Siergiej Pareiko - Witalij Abramow |  | - Jurij Aksenow - Igor Awdiejew - Andriej Miroszniczenko - Siergiej Żunienko - Alexandru Covalenco - Andriej Manannikow - Jurij Kalitwincew - Hennadij Orbu - Ihor Żabczenko - Władimir Radkiewicz |

## Europejskie puchary
Legenda do wszystkich tabel:
- Q – runda eliminacyjna, 1/16, 1/8, 1/4, 1/2 – odpowiednia faza rozgrywek, Grupa – runda grupowa, 1r gr – pierwsza runda grupowa, 2r gr – druga runda grupowa, F – finał, R – runda, PO – play-off
- k. – rzuty karne, los. – losowanie, Dogr. – dogrywka, w. – zasada bramek strzelonych na wyjeździe

| Sezon   | Rozgrywki        | Runda   | Przeciwnik         | Dom | Wyjazd | Ogólnie    |
| ------- | ---------------- | ------- | ------------------ | --- | ------ | ---------- |
| 1994/95 | Puchar UEFA      | 1R      | FC Nantes          | 3–2 | 0–3    | 3–5        |
| 1995/96 | Puchar UEFA      | 1R      | Manchester United  | 0–0 | 2–2    | 2–2, w.    |
| 1995/96 | Puchar UEFA      | 2R      | Girondins Bordeaux | 1–2 | 0–1    | 1–3        |
| 1996    | Puchar Intertoto | Grupa 7 | Ataka-Aura         |     | 4-0    | 1. miejsce |
| 1996    | Puchar Intertoto | Grupa 7 | Szachtar Donieck   | 4–1 |        | 1. miejsce |
| 1996    | Puchar Intertoto | Grupa 7 | Antalyaspor        |     | 1-2    | 1. miejsce |
| 1996    | Puchar Intertoto | Grupa 7 | FC Basel           | 3–2 |        | 1. miejsce |
| 1996    | Puchar Intertoto | 1/2     | LASK Linz          | 5–0 | 2–2    | 7–2        |
| 1996    | Puchar Intertoto | F       | Guingamp           | 1–2 | 0–1    | 1–3        |
| 1997/98 | Puchar UEFA      | Q       | Odra Wodzisław     | 2–0 | 4–3    | 6–3        |
| 1997/98 | Puchar UEFA      | 1R      | Örebro             | 2–0 | 4–1    | 6–1        |
| 1997/98 | Puchar UEFA      | 2R      | S.S. Lazio         | 0–0 | 0–3    | 0–3        |
| 1998/99 | Puchar UEFA      | Q       | FK Crvena zvezda   | 1–2 | 1–2    | 2–4        |